# DRG1
DRG1‏ (Developmentally regulated GTP binding protein 1) هوَ بروتين يُشَفر بواسطة جين DRG1 في الإنسان.